# Ramires (Cinfães)
Ramires ist eine Ortschaft und ehemalige Gemeinde in Portugal.

## Geschichte
Funde aus der Castrokultur belegen eine vorgeschichtliche Besiedlung. Hier bestand vermutlich eine westgotische Siedlung, die von der Mauren erobert wurde. Die heutige Ortschaft entstand vermutlich mit der Siedlungspolitik im Verlauf der Reconquista. Ramires war lange eine Gemeinde im Kreis Ferreiros de Tendais, bis zu dessen Auflösung 1855. Seither gehört es zu Cinfães.
Im Zuge der Gebietsreform 2013 wurde die Gemeinde aufgelöst und mit Alhões, Gralheira und Bustelo zu einer neuen Gemeinde zusammengefasst. Die Bewohner von Ramires hatten zuvor erfolglos dafür gestritten, dass der Zusammenschluss stattdessen mit dem nähergelegenen und ausreichend gut ausgestatteten Oliveira do Douro erfolgt. Sitz der neuen Gemeinde wurde Alhões, während die Gemeindeverwaltung in Ramires als Bürgerbüro bestehen blieb.

## Verwaltung
Ramires war eine Gemeinde (Freguesia) im Kreis von Cinfães, im Distrikt Viseu. Sie hatte 119 Einwohner auf einer Fläche von 9,3 km² (Stand 30. Juni 2011).